# Tri dnja Viktora Tjernysjova
Tri dnja Viktora Tjernysjova (russisk: Три дня Виктора Чернышева) er en sovjetisk spillefilm fra 1968 af Mark Osepjan.

## Medvirkende
- Gennadij Korolkov som Viktor Tjernysjov
- Valentina Vladimirova som Katerina
- Aleksej Tjernov som Pavel
- Lev Prygunov som Anton
- Gennadij Sajfulin som Kolja